# Nadleśnictwo Knyszyn
Nadleśnictwo Knyszyn – jednostka organizacyjna Lasów Państwowych podległa Regionalnej Dyrekcji Lasów Państwowych w Białymstoku. Siedziba nadleśnictwa znajduje się w Mońkach, w powiecie monieckim, w województwie podlaskim. Nadleśnictwo graniczy z Narwiańskim Parkiem Narodowym oraz z Biebrzańskim Parkiem Narodowym.
Nadleśnictwo obejmuje część powiatów monieckiego, białostockiego i zambrowskiego.

## Historia
Po II wojnie światowej utworzono nadleśnictwa Knyszyn i Trzcianne. W ich skład weszły przedwojenne lasy państwowe oraz lasy prywatne znacjonalizowane przez komunistów. W 1972 nadleśnictwo Knyszyn zostało zlikwidowane, a jego lasy przeszły pod zarząd nadleśnictwa Dojlidy. 9 września 1993 większość lasów nadleśnictwa Trzcianne weszło w skład Biebrzańskiego Parku Narodowego. 23 lutego 1994 do nadleśnictwa Trzcianne przyłączono obręb Knyszyn z nadleśnictwa Dojlidy oraz zmieniono nazwę nadleśnictwa na nadleśnictwo Knyszyn.

## Ochrona przyrody
Na terenie nadleśnictwa znajduje się sześć rezerwatów przyrody:
- Bagno Wizna I
- Bagno Wizna II
- Karczmisko
- Krzemianka
- Szelągówka
- Wielki Las

## Drzewostany
Typy siedliskowe lasów nadleśnictwa (z ich udziałem procentowym):
- bory 49%
- lasy 44%
- olsy 4%
- inne 3%

Gatunki lasotwórcze lasów nadleśnictwa (z ich udziałem procentowym):
- sosna 71%
- brzoza 11%
- olsza 8%
- świerk 7%
- dąb 2%
- inne 1%

Przeciętna zasobność drzewostanów nadleśnictwa wynosi ponad 324 m³/ha, a przeciętny wiek 72 lat.